# Lajnar (vrh)
Lajnar (1549 mnm) je eden izmed štirih lahko dostopnih vrhov, ki obrkožajo Soriško planino. Na vrh pripeljeta tudi vlečnica in dvosedežnica.